# Petrosedum luteolum
Petrosedum luteolum är en fetbladsväxtart som först beskrevs av Chab., och fick sitt nu gällande namn av V. Grulich. Petrosedum luteolum ingår i släktet Petrosedum och familjen fetbladsväxter. Inga underarter finns listade i Catalogue of Life.